# Ян Пу
Ян Пу (спрощ.: 杨璞; кит. трад.: 楊璞; піньїнь: Yáng Pú, нар. 30 березня 1978, Пекін, Китай) — китайський футболіст, що грав на позиції захисника. По завершенні ігрової кар'єри — молодіжний тренер.
Виступав за клуб «Бейцзін Гоань», а також національну збірну Китаю.

## Клубна кар'єра
У дорослому футболі дебютував 1998 року виступами за команду клубу «Бейцзін Гоань», кольори якої і захищав протягом усієї своєї кар'єри гравця, що тривала дванадцять років. 

## Виступи за збірну
2001 року дебютував у складі національної збірної Китаю в матчі проти Північної Кореї. Протягом кар'єри у національній команді провів у формі головної команди країни 34 матчі.
У складі збірної був учасником чемпіонату світу 2002 року в Японії і Південній Кореї.

## Титулі і досягнення
- Володар Кубка Китаю (1):

«Бейцзін Гоань»: 2003
- Чемпіон Китаю (1):

«Бейцзін Гоань»: 2009
- Володар Суперкубка Китаю (1):

«Бейцзін Гоань»: 2003